# Cyriacus von Ancona

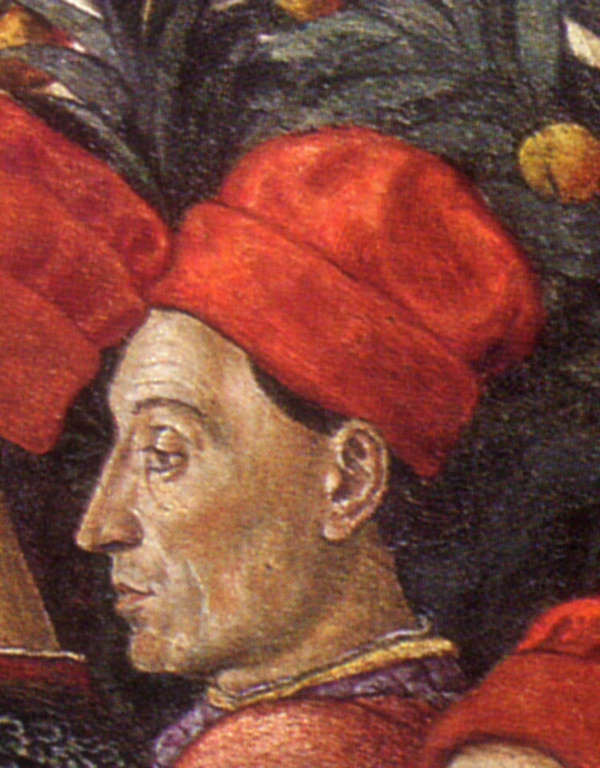
Cyriacus auf einem Fresko von 1459.

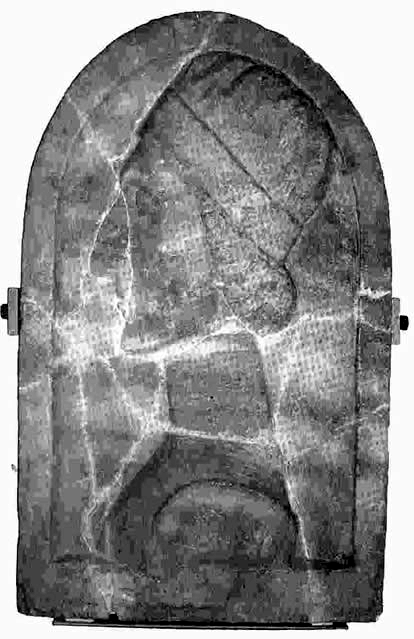
Cyriacus auf einem Relief.

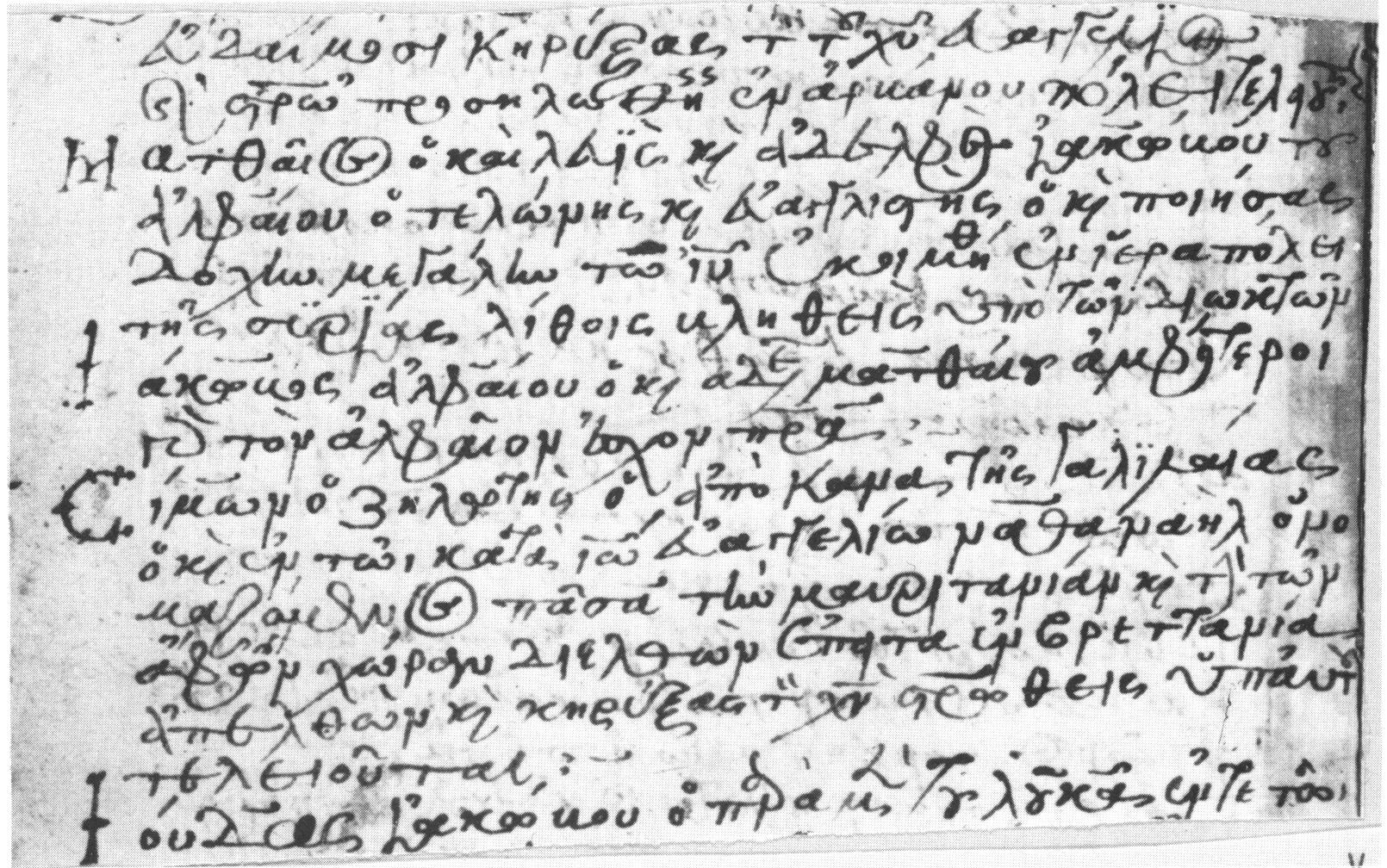
Ein von Cyriacus im Jahr 1436 geschriebener griechischer Text. Handschrift Berlin, Staatsbibliothek, Gr. quarto 89, fol. 22v

Cyriacus von Ancona (Cyriakus von Pizzicolli; lateinisch Ciriacus Anconitanus, italienisch Ciriaco de’ Pizzicolli; * um 1391 in Ancona; † um 1455 in Cremona) war ein italienischer Kaufmann und Humanist. Er gilt als einer der Vorläufer der modernen Klassischen Archäologie und als einer der ersten Epigraphiker. Cyriacus kopierte zahlreiche antike griechische und lateinische Inschriften. Viele antike Texte sind nur durch ihn überliefert.

## Leben und Werk
Seine ersten Studien galten dem Trajansbogen in Ancona. Als Kaufmann bereiste Cyriacus von Ancona zwischen 1412 und 1454 Adrianopel, Konstantinopel, das Marmarameer, die Nordägäis, die Kykladen, Kreta, Chios, Milet, Lesbos, die Peloponnes und Epiros. Er besuchte unter anderem die Hagia Sophia, die Athener Akropolis und die Ruinen von Delphi. Auch in den östlichen Mittelmeerraum und nach Ägypten führten ihn seine Reisen. Überall fertigte er Zeichnungen und Abschriften von Inschriften an, um die antiken Artefakte vor der Vergessenheit zu bewahren. Er gab seine Aufzeichnungen zu Lebzeiten nicht heraus, allerdings ließ er viele gebildete Zeitgenossen durch Briefe an seinen Entdeckungen und Erkenntnissen teilhaben.
Cyriacus identifizierte als erster die bei einem Kloster in Mittelalbanien gelegenen Ruinen als Überreste der in der Antike bedeutenden Stadt Apollonia.

## Rezeption
Einige seiner Schriften wurden lange nach seinem Tod publiziert, darunter die Epigrammata reperta per Illyricum a Kyriaco Anconitano (Rom 1664), die Cyriaci Anconitani nova fragmenta notis illustrata (Pesaro 1763) und das Itinerarium (Florenz 1742). Seine wichtige Arbeit wurde durch den italienischen Archäologen des 19. Jahrhunderts Giovanni Battista de Rossi herausgestellt.
Literarisch verewigt wurde Cyriacus von Fritz von Herzmanovsky-Orlando in seinem 1958 postum erschienenen grotesk-phantastischen Roman Maskenspiel der Genien.